# Jure Balkovec
Jure Balkovec, slovenski nogometaš, * 9. september 1994, Novo Mesto.
Balkovec je slovenski profesionalni nogometaš, ki igra na položaju branilca. Od leta 2025 je član turškega Fatih Karagümrüka, od leta 2018 pa slovenske reprezentance. Pred tem je igral za Belo Krajino, Domžale, Krko, Radomlje, Bari, Empoli in Alanyaspor ter slovensko reprezentanco do 19 in 21 let.